# Kastell Kemel
Das Kastell Kemel ist ein ehemaliger römischer Garnisonsort am Obergermanischen Limes, der seit 2005 den Status eines UNESCO-Weltkulturerbes besitzt. Das für einen Numerus ausgelegte Lager befindet sich heute als weitgehend überbautes Bodendenkmal im Siedlungskern von Kemel, einem Ortsteil der Gemeinde Heidenrod im hessischen Rheingau-Taunus-Kreis.

## Lage und Forschungsgeschichte

Lageplan der beiden Kleinkastelle und des Numeruskastells (1898–1900)

Bei Kemel ändert der Limes seinen Verlauf und schwenkt von der bisher verfolgten, tendenziell nach Südosten führenden Richtung in großem Radius nach Osten ein. Auf dem „Pohl“ bei Kemel erreicht er mit 537 Höhenmetern seinen höchsten Punkt im Abschnitt zwischen Bad Ems und der Aar. Unmittelbar auf der Höhe ist eine hervorragende Rundumsicht gegeben, die vom „Grauen Kopf“ beim Kastell Holzhausen bis fast zum Kastell Zugmantel und weit in das Limesvorgelände hinein reicht. An dieser Stelle verläuft auch die Wasserscheide zwischen Aar und Wisper. Durch die exponierte topographische Lage ist dieser Platz aber auch recht rauen und kalten Winden ausgesetzt, was ein Grund dafür gewesen sein mag, dass das Numeruskastell Kemel in der geschützten, aber auch etwas tiefer gelegenen Mulde etwas hinter dem Limes errichtet wurde. Ein anderer Grund dürfte die Sicherstellung der Wasserversorgung durch den dort entspringenden Aulbach gewesen sein. Im heutigen siedlungsgeographischen Bild befinden sich das Bodendenkmal mitten im Zentrum des Ortes Kemel.
Die Kastelle von Kemel wurden 1898 von Hans Lehner, dem regionalen Streckenkommissar der Reichs-Limeskommission (RLK), entdeckt und in zwei Grabungskampagnen (1898 und 1899) sowie einer kleineren Nachgrabung (1900) archäologisch ausgegraben. Die Leistung Lehners kann rückblickend kaum hoch genug eingeschätzt werden, da es mit den grabungstechnischen Methoden des ausgehenden 19. Jahrhunderts keineswegs selbstverständlich war, die Befunde im Bereich des weitgehend überbauten und tiefgründig gestörten Numeruskastells festzustellen und richtig zu interpretieren. Auch die Ausgrabung der in Holz-Erde-Bauweise errichteten Kleinkastelle „Auf dem Pohl bei Kemel“ stellten für die Zeit eine grabungstechnische Herausforderung dar, die Lehner brillant löste.
Eine Notgrabung im Bereich des Vicus, der Zivilsiedlung, die bei nahezu jeder römischen Grenzgarnison anzutreffen ist, wurde 2001 durch das Landesamt für Denkmalpflege Hessen durchgeführt.

## Befunde

Kastellgrundriss im Ortskern von Kemel (1898–1900)

Das Steinkastell von Kemel nahm mit den Seitenlängen von rund 92,50 m (an der Südostseite, die Nordwestseite ist geringfügig länger) mal 77,40 m die Form eines schwach unregelmäßigen Rechteckes ein. Die an den Ecken abgerundete Wehrmauer besaß im Aufgehenden eine Mächtigkeit von 1,50 m, das Fundament war 1,60 m bis 1,70 m breit. Sie wurde aus Grauwackesteinen ausgeführt, die mit Kalkmörtel, der stellenweise mit Ziegelmehl durchsetzt war, vermauert waren. Der Höhenunterschied innerhalb der so eingefriedeten Kastellfläche von gut 0,7 Hektar war mit rund zehn Metern (= knapp 10 Prozent) von der Kastellfront zur Dekumatseite beträchtlich. Mit seiner Porta praetoria (Haupttor) war das Kastell nach Nordosten, zum Limes hin ausgerichtet. Die Anzahl der Tore insgesamt kann nur unter Vorbehalt mit wenigstens zwei, vermutlich aber vier angegeben werden. Vollständig ausgegraben wurde nur die Porta praetoria, die Porta decumana (rückwärtiges Tor) konnte zumindest festgestellt werden. Die Bereiche, in denen sich die Porta principalis dextra und die Porta principalis sinistra (rechtes und linkes Seitentor) hätten befinden müssen, waren zur Zeit der Aktivitäten der Reichs-Limeskommission bereits vollständig abgetragen worden, vermutlich im Zusammenhang mit mittelalterlichen oder neuzeitlichen Straßenbauarbeiten. Die Tore waren rechts und links der Durchfahrt von Wehrtürmen flankiert. Ebenfalls mit Türmen besetzt waren die abgerundeten Ecken der Wehrmauer. Im unmittelbaren Anschluss an die Wehrmauer befand sich – nach einer einen Meter breiten Berme – ein einfacher Spitzgraben, der eine Breite von sieben Meter und eine Tiefe von 2,20 m besaß. Vor der Porta praetoria setzte der Graben aus.
Spuren der Innenbebauung blieben – trotz intensiver Suche – marginal. Alles wies darauf hin, dass die römische Kulturschicht bereits bei der Überbauung im Mittelalter und in der frühen Neuzeit nahezu vollständig abgetragen worden ist. Der Vicusbereich wurde während der Grabungen der Reichs-Limeskommission 1898 bis 1900 nicht gesondert untersucht. Aufgrund der Konzentration an Oberflächenfunden konnte jedoch seine Lage, schwerpunktmäßig südlich und südöstlich der Garnison festgestellt werden. Sondierungen, die zur Auffindung des Kastellbads vorgenommen wurden, verliefen negativ, da aufgefundene Fundamentreste nicht eindeutig zugeordnet werden konnten und sowohl zu den Termen, als auch zu den Bauten des Vicus gehört haben könnten. Bei einer Notgrabung des Landesamtes für Denkmalpflege Hessen im Jahre 2001 wurde im Bereich des Vicus der Keller eines Hauses teilweise ergraben. Heute ist von den Befunden in Kemel nichts mehr zu sehen. Lediglich der Verlauf der heutigen Hauptstraße liefert einen schwachen Hinweis auf die ehemalige Fortifikation. Sie wurde im Mittelalter – als die Ruine den Ursprung des heutigen Ortes Kemel bildete – so angelegt, dass sie durch die beiden Seitentore führte und diese miteinander verband.
Das Kastell Kemel wurde in antoninischer Zeit kurz nach der Mitte des zweiten nachchristlichen Jahrhunderts als Nachfolger der jüngeren Schanze der Kleinkastelle „Auf dem Pohl bei Kemel“ errichtet. Seine Besatzung bestand aus einem namentlich nicht überlieferten Numerus, einer Auxiliartruppe von etwa 140 bis 160 Mann Stärke. Das Kastell bestand vermutlich bis zur Aufgabe der rechtsrheinischen Gebiete um 259/260 (Limesfall). Lange nach dem Ende des Kastells bildete sich auf dessen Ruinen vermutlich der mittelalterliche Ort Kemel.

## Limesverlauf zwischen den Kastellen bei Kemel und dem Kleinkastell Adolfseck
Von Kemel aus, wo er in großem Radius von seiner bisherigen südöstlichen Verlaufsrichtung nach Osten einschwenkt, zieht der Limes zunächst in unregelmäßigem Verlauf zum Tal der Aar, das mit dem Kleinkastell Adolfseck gesichert war. Hierbei verläuft er ausschließlich durch bewaldete oder landwirtschaftlich genutzte Gebiete nördlich der Orte Heimbach und Lindschied.

| ORL 7    | Kastell Kemel             | siehe oben |
| KK       | „Auf dem Pohl bei Kemel“  | siehe separaten Artikel Kleinkastelle „Auf dem Pohl bei Kemel“ |
| Wp 2/49  |                           | Vermutete Stelle eines Wachturms, der nach Auflassung der Kleinkastelle von Kemel möglicherweise deren Position einnahm. Die Stelle konnte bisher archäologisch nicht nachgewiesen werden. |
| Wp 2/50  | „Bei Kemel“               | Turmstelle |
| Wp 2/50a |                           | Aufgrund der durchschnittlichen Entfernungen zwischen Limeswachtürmen vermutete, aber bislang archäologisch nicht nachgewiesene Turmstelle. |
| Wp 2/51  | „Am Galgenkopf“           | Turmstelle eines Steinturms. |
| Wp 2/52  | „Galgenhof“               | Als Schutthügel gut erkennbare Turmstelle eines Steinturms. |
| Wp 2/53  | „Auf dem Silberberg“      | Erkennbarer Schutthügel der Turmstelle eines Steinturms. |
| Wp 2/54  | „Nördlich von Lindschied“ | Durch die umherliegenden Steintrümmer lokalisierbarer Turmstelle eines Steinturms. |
| Wp 2/55  | „Am Seifenberg“           | Turmstelle eines Steinturms. |
|          | „Justinus-Felsen“         | Felsblock mit der antiken Inschrift IANVA RIVS IVSTINVS Vermutlich hat sich hier ein römischer Auxiliarsoldat (oder Legionär), der am Limes Wachdienst leistete oder in einem nahegelegenen Steinbruch arbeitete, mit einem Graffito verewigt. Der Stein befindet sich rund 200 m nördlich des Limes. |
| KK       | Kleinkastell Adolfseck    | siehe Hauptartikel Kleinkastell Adolfseck |

## Denkmalschutz
Das Kastell Kemel und die anschließenden Limesanlagen sind als Abschnitt des Obergermanisch-Raetischen Limes seit 2005 Teil des UNESCO-Welterbes. Außerdem sind sie Bodendenkmale im Sinne des Hessischen Denkmalschutzgesetzes. Nachforschungen und gezieltes Sammeln von Funden sind genehmigungspflichtig, Zufallsfunde an die Denkmalbehörden zu melden.